# Maria Dmochowska

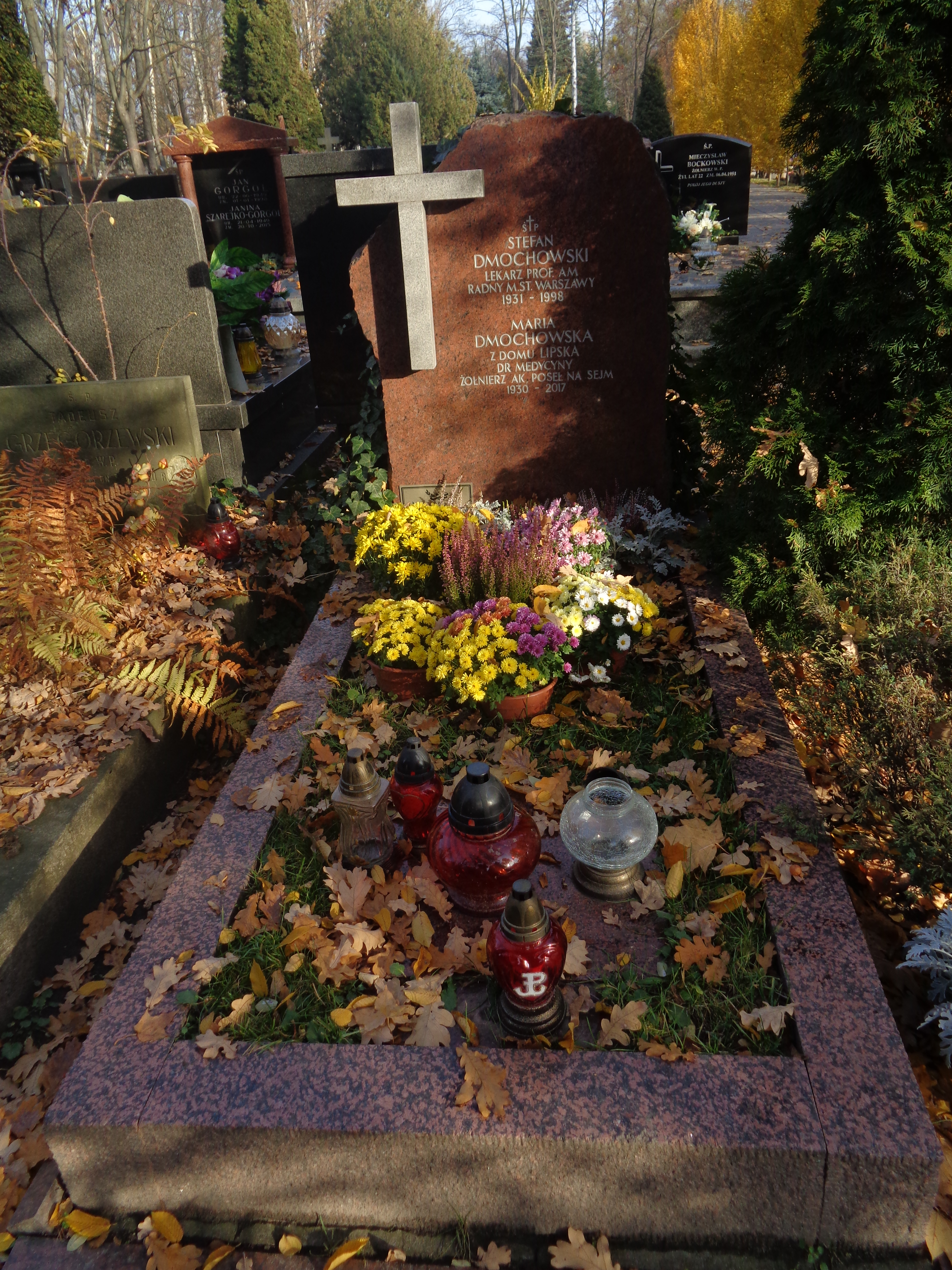
Grób Marii Dmochowskiej na Cmentarzu Wojskowym na Powązkach

Maria Dmochowska z domu Lipska (ur. 18 lipca 1930 w Warszawie, zm. 10 lutego 2017 tamże) – polska polityk, lekarka i urzędnik państwowy, w latach 2006–2012 wiceprezes Instytutu Pamięci Narodowej, posłanka na Sejm X, I i II kadencji, członkini prezydium zarządu i rzecznik prasowy Światowego Związku Żołnierzy Armii Krajowej.

## Życiorys
W trakcie II wojny światowej należała do Armii Krajowej (pseud. Maja, kompania lotnicza dowodzona przez porucznika Tadeusza Gaworskiego, pseud. Lawa, Grupa „Kampinos”). Uczestniczyła w powstaniu warszawskim oraz walkach w Puszczy Kampinoskiej latem 1944. Od 1945 do 1950 mieszkała w Warszawie, uczyła się w VII Liceum Ogólnokształcącym im. Juliusza Słowackiego, była instruktorką Związku Harcerstwa Polskiego. Za sprzeciwianie się procesowi poddawania ZHP kontroli partii komunistycznej uniemożliwiono jej studiowanie w rodzinnym mieście. W 1955 ukończyła studia na Wydziale Lekarskim Akademii Medycznej w Łodzi, następnie uzyskała stopień doktora nauk medycznych oraz specjalizacje w dziedzinie hematologii i organizacji ochrony zdrowia.
Za otwarte występowanie w obronie prześladowanych przez Polską Zjednoczoną Partię Robotniczą współpracowników pochodzenia żydowskiego w latach 1967–1968 została usunięta z Akademii Medycznej. W latach 70. związała się z opozycją demokratyczną. Do „Solidarności” wstąpiła w 1980, wchodziła w skład zarządu regionu łódzkiego. Była delegatem na I Krajowy Zjazd Delegatów związku w Gdańsku. Została internowana pierwszego dnia stanu wojennego, zwolniono ją pod koniec marca 1982, po czym nadal działała w podziemnych strukturach łódzkiej „Solidarności”.
W 1989 została posłanką na Sejm X kadencji z ramienia Komitetu Obywatelskiego (przystąpiła do Ruchu Obywatelskiego Akcja Demokratyczna). Zasiadała także w Sejmie I oraz II kadencji z listy Unii Demokratycznej. Sprawowała mandat radnej sejmiku łódzkiego w latach 1998–2002 z rekomendacji Unii Wolności. Od grudnia 2000 pracowała jako doradca prezesa Instytutu Pamięci Narodowej. 31 maja 2006 została przez Janusza Kurtykę powołana na stanowisko wiceprezesa IPN. Na stanowisku pozostała także po objęciu stanowiska prezesa IPN przez Łukasza Kamińskiego w 2011. Funkcję tę pełniła do 30 czerwca 2012.
W 2008 wystosowała list do Lecha Wałęsy, protestując publicznie przeciwko decyzji Janusza Kurtyki o wydaniu przez IPN książki SB a Lech Wałęsa. Przyczynek do biografii, opisującej związki byłego prezydenta ze Służbą Bezpieczeństwa w latach 70.
Była wiceprezesem rady naczelnej Światowego Związku Żołnierzy Armii Krajowej. W 2015 została członkinią prezydium i rzecznikiem prasowym tej organizacji. Weszła w skład zarządu Stowarzyszenia Wolnego Słowa. Odznaczona Krzyżem Armii Krajowej oraz Krzyżem Kawalerskim (1999), Oficerskim (2005) i Komandorskim (2015) Orderu Odrodzenia Polski, a także Krzyżem Wolności i Solidarności i Odznaką honorowa „Za wzorową pracę w służbie zdrowia”. W 2011 została powołana w skład Kapituły Orderu Odrodzenia Polski.
Córka Romana i Anieli, odznaczonych przez Jad Waszem za ratowanie Żydów w czasie II wojny światowej medalem i tytułem Sprawiedliwych wśród Narodów Świata. Żona Stefana Dmochowskiego i matka Piotra Dmochowskiego-Lipskiego. Jej bratem był Jan Józef Lipski, a siostrą Zofia Celińska. Była ciotką Andrzeja Celińskiego. Została pochowana 17 lutego 2017 na Cmentarzu Wojskowym na Powązkach w Warszawie (kwatera 19C/4/12).